# 贝尔索萨德武雷瓦
贝尔索萨德武雷瓦，是西班牙卡斯蒂利亚-莱昂布尔戈斯省的市镇。面积78平方公里，人口48人（2001年），人口密度每平方公里1人。